# 大富豪しよっ!
『大富豪しよっ!』（だいふごうしよっ）は、iSWANが発売しているiOS（iPhone/iPod touch）及びAndroid用ゲームソフト。iOS版は2009年12月7日、Android版は2010年7月11日発売。
本項では、2011年5月4日にリリースされたiPad専用のスペシャルバージョン『大富豪しよっ! DX』についても記述する。

## 概要
有限会社アセンドアイのアダルトゲームブランド・スワンアイ及びスワンアイ+の作品に登場するヒロイン達と大富豪で対戦する。但し、原作のゲームとは異なりストレートな性表現を含む場面は無く、プレイヤーが10回連続で大富豪を達成するとおまけCGが表示されヒロインが水着になり、20回・30回・50回・100回連続大富豪達成でまた別のおまけCGが表示されるという仕様になっている。また、美少女ゲームが苦手なプレイヤーや屋外でのプレイを考慮してゲーム開始時やプレイ中でも登場キャラクターの外観を動物に変えることが可能になっている。また、Ver2.0以降では外観をキャラクターがいないシンプルな画面に変えることも可能になり、ガールズモード・アニマルモード・シンプルモードの3種類のモードで遊べるようになった、20回・30回・50回・100回連続大富豪達成でまた別のおまけCGが表示されるという仕様になっている。また、美少女ゲームが苦手なプレイヤーや屋外でのプレイを考慮してゲーム開始時やプレイ中でも登場キャラクターの外観を動物に変えることが可能になっている。
ローカルルールの設定が非常に細かく選択可能な点も特徴になっており、iOS版のVer1.0では以下のルールに対応している。
- 縛り
- 5スキップ
- Kスキップ
- 7渡し
- 8切り
- 8上がり禁止

- 9リバース
- Qリバース
- 10捨て
- 11バック
- スペ3返し
- 階段

- 階段革命
- 都落ち
- ダウンナンバー(下げ)
- 大貧民スタート
- 席替え

以後もバージョンアップに伴い対応ルールが追加されており、Ver2.0.1ではオプション設定で「対戦相手の人数」「アシスト機能」「革命時のカード逆転」「オートパス」「ターンお知らせ」「システムボイス」「時計表示」が、またジョーカーの枚数が最大2枚まで設定可能になると共に以下のローカルルールが新たに追加され、合計37項目もの設定が可能になった。
- 連番
- 4渡し
- 6捨て
- ジョーカー、2(3)上がり禁止

- 11上がり禁止
- スペ3上がり禁止
- 救急車
- クーデター

- 8切り返し
- 砂嵐
- パスの継続

2010年8月7日のVer2.5ではiOS 4のマルチタスク機能に対応。また「縛り」のルール設定が従来の2枚目以降だけでなく3枚目以降も選択可能になった。2010年10月11日のVer3.0では後述する追加キャラクター3名が新たに登場すると共に、以下のルールが追加された。
- 激シバ[ルール 1]
- 上がり流し

2012年4月30日のVer5.0ではオリジナルキャラクター3名（美少女・動物とも）が有料オプションで、また以下の新ルールが追加された。このバージョン以降は、対応機種がiOS 4.3（iPhone 3GS/iPod touch 3G）以降のみとなっている。
- 下克上[ルール 2]

### 大富豪しよっ! DX
2011年5月4日にリリースされたiPad専用のスペシャルバージョン。価格は600円。
通常バージョンと異なり、横持ちでプレイする。プレイヤーを含めた4人または5人で対戦する点は通常バージョンと同じだが、キャラクター表示の境界線が無くなりガールズモードでは教室、アニマルモードでは森の背景が追加されている。また、登場キャラクターは通常バージョンと若干の入れ替わりが生じている。

## 登場キャラクター
キャラクターデザイン・文月紫。右側はアニマルモードの対応キャラクター。
ククリ・ディ・デルヴルト / くろねこ
『孕ら☆ちゅちゅっ!!』より登場。癖が無く、基本に忠実なプレイスタイルに徹する。
小泉 とうあ（こいずみ とうあ）/ うさぎ
『孕ら☆みん!!』より登場。カードが4枚揃ったら有利不利に関係無く革命を起こしたがる。
相原 愛璃（あいはら まり） / ぺんぎん
『孕ら☆みん!!』が初出で、以後のスワンアイ作品における事実上のマスコットキャラクター。奇抜な戦法で場を攪乱する。
椎名 ゐのり（しいな いのり） / ひつじ
『孕ら☆ちゅちゅっ!!』より登場。欲を出さず、守りに徹した堅実なプレイスタイルを貫く。
リン・リンメイ / ぱんだ
『孕ら☆ちゅちゅっ!!』より登場。勝つ為には手段を選ばず、その場で使えるルールは何でも行使する。
雛凪 つむじ（ひななぎ つむじ） / おこじょ
『孕ら☆みん!!』より登場。DXには登場しない。一発狙いをせず、地道にコツコツとカードを減らす戦法を好む。

### Ver3.0からの追加キャラクター
以下はVer3.0から新たに登場した追加キャラクターである。3名ともスワンアイ+が2010年10月に発売した『ひめ恋☆ふぇち恋 〜あの娘の性癖に異常アリ!〜』のヒロイン。
沢城 陽菜（さわき ゆうな） / ぱぴよん
『ひめ恋☆ふぇち恋』より登場。初心者。
神崎 汐音（かんざき しおん） / くま
『ひめ恋☆ふぇち恋』より登場。「いつだって直球勝負」が信条。
十条 まどか（じゅうじょう まどか） / ろっぷいやー
『ひめ恋☆ふぇち恋』より登場。DXには登場しない。策略家。

### Ver5.0からの追加キャラクター
以下はVer5.0から有料オプション（170円）として新たに登場した追加キャラクターである。全て本作オリジナル。
ななせ / かも
ナースのお姉さん。救急車を呼ぶのが得意!?
のの / らっこ
ゴスロリ娘。直感を頼りに勝負する。
しほ / こあら
内気で恥ずかしがり屋な眼鏡っ娘の委員長。

### DXのみの登場キャラクター
両名とも姉妹作『花札しよっ!』に登場している。
珠洲宮 夏姫（すずみや なつき） / しか
『孕ら☆ハラっ!!』より登場。
都々御 ゆか（つづみ ゆか） / きつね
『孕ら☆みん!!』より登場。

### ルール解説
1. ↑  場のカードと同じマークで続きの数字を出すと、以降も同じマークで続きの数字しか出せなくなる。
2. ↑  大貧民が最初に上がった場合、その時点で強制的に大貧民と大富豪・貧民と富豪は立場が入れ替わる（平民は変化無し）。